# 惠特蘭鎮區 (北達科他州卡斯縣)
惠特蘭鎮區（英語：Wheatland Township）是位於美國北達科他州卡斯縣的一個鎮區。

## 地方資料
惠特蘭鎮區的面積為93.54平方千米，當中陸地面積為93.53平方千米，而水域面積為0.01平方千米。根據2020年美國人口普查的數據，當地共有人口174人，而人口密度為每平方千米1.86人。